# Batu Gane
Batu Gane is een bestuurslaag in het regentschap Musi Rawas van de provincie Zuid-Sumatra, Indonesië. Batu Gane telt 840 inwoners (volkstelling 2010).